# جوار السطحی
تکنیکی است که بسیاری از موشک های ضد کشتی و برخی جنگنده ها یا هواپیماهای ضربتی برای جلوگیری از رادار، تشخیص مادون قرمز و کاهش احتمال سرنگونی در حین نزدیک شدن به هدف از آن استفاده می کنند.
موشک‌های ضد کشتی که از دریا می‌گذرند سعی می‌کنند تا جایی که عملاً امکان‌پذیر است نزدیک به سطح آب پرواز کنند، که تقریباً همیشه زیر 50 متر (150 فوت) است و اغلب نزدیک به 2 متر (6 فوت) است. هنگامی که مورد حمله قرار می گیرد، یک کشتی جنگی می تواند موشک های پرتاب کننده دریا را تنها پس از ظاهر شدن آنها در افق (حدود 28 تا 46 کیلومتری از کشتی) شناسایی کند، که حدود 25 تا 60 ثانیه هشدار می دهد. نمونه آن موشک گابریل است.

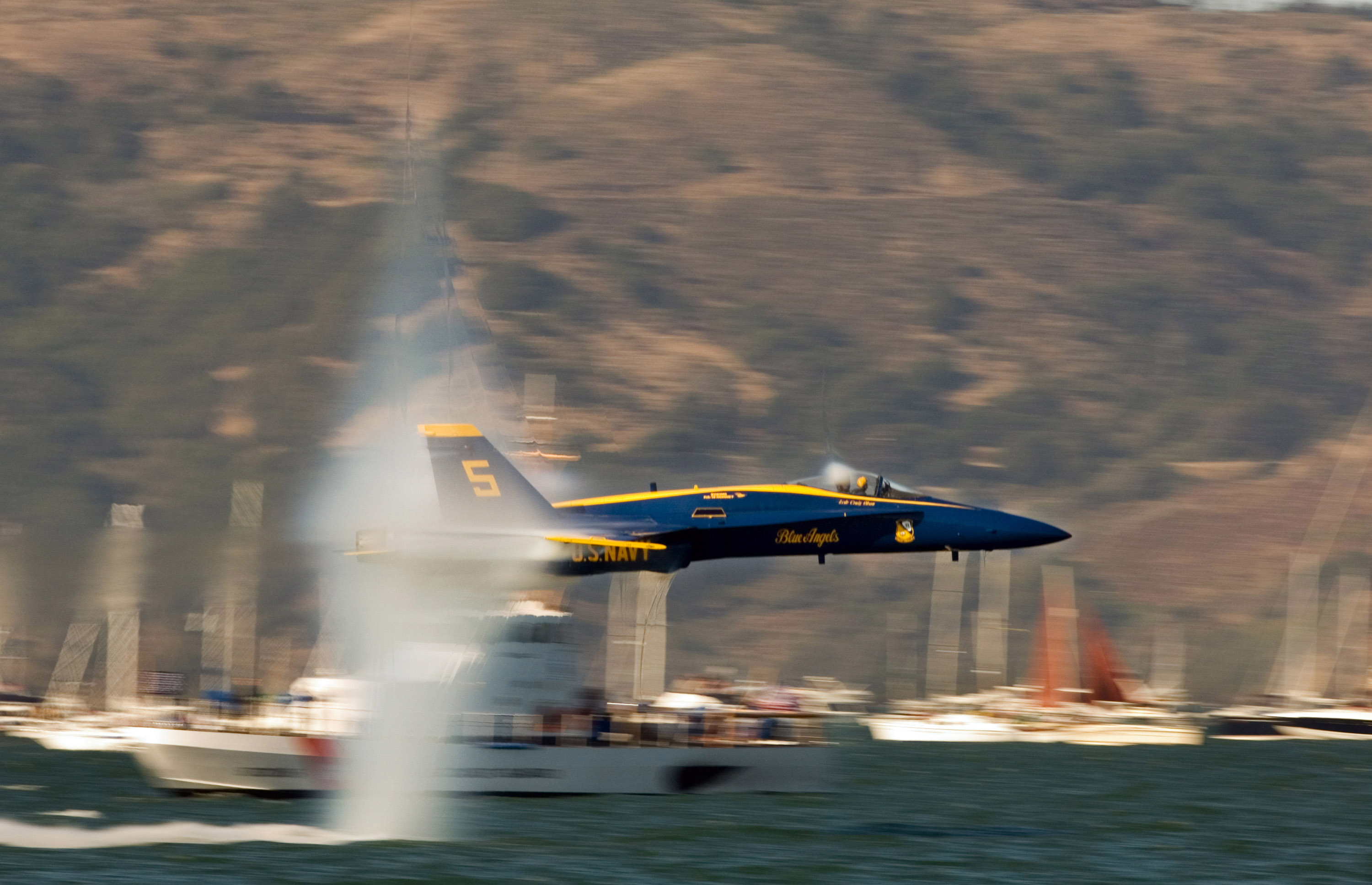
نمونه هوا به دریا

## مزایا
موشک‌ها با پرواز در ارتفاع پایین به سمت دریا، بردی را که کشتی‌های هدف می‌توانند آنها را شناسایی کنند، به میزان قابل توجهی کاهش می‌دهند. پرواز در ارتفاع کمتر مدت زمان قرار گرفتن موشک در زیر افق را از منظر کشتی مورد نظر افزایش می دهد و به دلیل شلوغی راداری از دریا و اثرات مشابه تشخیص آن را دشوارتر می کند. موفقیت واقعی اسکیمینگ دریا به اجرای دقیق آن، پیچیدگی تجهیزات شناسایی و همچنین امضای مادون قرمز و راداری موشک بستگی دارد. دور زدن دریا می‌تواند زمان پاسخ‌دهی موجود را که پدافند موشکی کشتی باید در آن کار کند را به میزان قابل‌توجهی کاهش می‌دهد و دفاع از این موشک‌ها را به‌طور قابل‌توجهی سخت‌تر می‌کند. همچنین با تکیه بر اثرات زمینی می توان برد موشک را افزایش داد.

## معایب
استفاده از این روش به دلیل شرایط آب و هوایی، امواج سرکش، اشکالات نرم افزاری و سایر عوامل، خطر برخورد آب توسط موشک را قبل از رسیدن به هدف افزایش می دهد. بسیاری از اصولی که مانع از شناسایی موشک توسط هدف می شود، مانع از شناسایی هدف توسط موشک نیز می شوند. شامل بار محاسباتی قابل توجهی است که قدرت پردازش و هزینه مورد نیاز را افزایش می دهد.